# Certano
Il Certano è un fiume del versante adriatico dell'Appennino.

## Percorso
Il Certano nasce fra la Serra di Burano e il monte Macinare, in Umbria. Attraversata la catena della Serra di Burano, dopo il centro abitato di Pianello, dove riceve il fiume Giordano, prende il nome di Bosso. Successivamente, confluisce nel fiume Burano presso Cagli.
Te
La valle del Certano è percorsa dalla strada che conduce da Cagli a Pietralunga.